# Сан-Грегорио-нелле-Альпи
Сан-Грегорио-нелле-Альпи (итал. San Gregorio nelle Alpi) — коммуна в Италии, располагается в провинции Беллуно области Венеция.
Население составляет 1578 человек (2008 г.), плотность населения составляет 89 чел./км². Занимает площадь 19 км². Почтовый индекс — 32030. Телефонный код — 0437.
Покровителем коммуны почитается святой Григорий I (папа римский), празднование 3 сентября.

## Демография
Динамика населения:

## Администрация коммуны
- Официальный сайт: https://web.archive.org/web/20090228215221/http://www.feltrino.bl.it/opencms/comune.act?dir=%2Fopencms%2Fopencms%2FCMF%2FSanGregorioNelleAlpi%2F